# Bird & Bird
Bird & Bird ist eine international tätige Wirtschaftskanzlei mit über 1100 Mitarbeitern an 28 Standorten weltweit. In Deutschland ist die Kanzlei als Limited Liability Partnership nach englischem Recht organisiert und betreibt Büros in Düsseldorf, Frankfurt, München und Hamburg. Im Geschäftsjahr 2014/15 wurde dabei in Deutschland mit 163 Berufsträgern ein Umsatz von ca. 64 Mio. € erwirtschaftet.

## Geschichte
Die Kanzlei wurde 1846 von Frederick Wratislaw Bird und James Moore in Gray’s Inn unter dem Namen Bird & Moore gegründet. 1853 bezog die Kanzlei ihren langjährigen Firmensitz am 5 Gray's Inn Square in London, der erst 1941 auf Grund massiver Zerstörungen durch einen Luftangriff aufgegeben wurde.
Nach dem Tod Frederick Birds 1884 übernahm sein Sohn William Barrott Montford Bird die Kanzlei und akquirierte Mandanten aus dem Bergbau- und Eisensektor. Er gründete eines der ersten Unternehmen zur Herstellung von elektrischen Glühbirnen, dessen Nachfolger – heute ein Haushaltswarenunternehmen – noch immer ein Mandant der Kanzlei ist.
Ab 1905 firmierte die Kanzlei mit dem Eintritt von Ernest Edward Bird, Cousin von William Bird, erstmals als Bird & Bird.
1943 wurde Ernest Bird Präsident der Anwaltskammer und verließ die Kanzlei. 1950 starb William Bird als letztes Familienmitglied der Kanzlei.
Ab 1958 fusionierte die Kanzlei mit Richard Furber & Son Windsor & Brown und 1967 mit Ranken Ford & Chester.
1991 Jahre begann eine internationale Expansion mit der Eröffnung eines Büros in Brüssel. Die ersten deutschen Büros wurden 2002 in Düsseldorf, 2003 in München und 2005 in Frankfurt am Main eröffnet. 2011 folgte ein Büro in Hamburg.
2008 erfolgte die Fusion mit der Kanzlei Lane & Partners und die Umwandlung in eine LLP nach englischem Recht sowie der Eintritt in eine Gemeinschaft mit Alban Tay Mahtani & de Silva LLP, einer der führenden Kanzleien Singapurs.
Es folgten Büroeröffnungen im Nahen Osten, Dänemark und Australien. Im Januar 2016 eröffnete in Luxemburg das 28. Büro.
Ab 2015 geriet die Kanzlei in die Schlagzeilen, als sie im Zuge des Wölbern-Skandals wegen Beihilfe zur Untreue auf einen dreistelligen Millionenbetrag verklagt wurde und es 2016 zu einer Durchsuchung des Hamburger Standorts und Festnahmen kam. 2022 erklärte das Landgericht Hamburg die Kanzlei in einem Grundurteil in erster Instanz als schadensersatzpflichtig.